# Penna Sant'Andrea
Penna Sant'Andrea é uma comuna italiana da região dos Abruzos, província de Teramo, com cerca de 1.756 habitantes. Estende-se por uma área de 11 km², tendo uma densidade populacional de 160 hab/km². Faz fronteira com Basciano, Castel Castagna, Cermignano, Téramo.

## Demografia
| Variação demográfica do município entre 1861 e 2011                               |
|                                                                                   |
| Fonte: Istituto Nazionale di Statistica (ISTAT) - Elaboração gráfica da Wikipedia |